# O. W. Wolters
 (décembre 2016).
Oliver William Wolters OBE, né le 8 juin 1915 et mort le 5 décembre 2000, est un universitaire, historien et auteur britannique. Il était également administrateur dans la fonction publique malaisienne. Au moment de sa mort, il est professeur émérite en histoire de l'Asie du Sud-Est au centre Goldwin Smith de l'université Cornell.

## Biographie
Il obtient un Bachelor of Arts à l'université d'Oxford en 1937 et un Ph.D. à l'École des études orientales et africaines en 1961.

## Publications
In a statistical overview derived from writings by and about O. W. Wolters, OCLC/WorldCat encompasses roughly 20+ works in 90+ publications in 4 languages and 2,200+ library holdings.  
- The Khmer King at Basan (1371-1373) and the Restoration of the Cambodian Chronology during the 14th and 15th Centuries (1965)
- Early Indonesian Commerce: a Study of the Origins of Srĭvijaya. (1962)
- Some Reflections on the Subject of Ayudhyā and the World (1967)
- Southeast Asian History and Historiography: Essays Presented to D.G.E. Hall (1976)
- History, Culture and Region in Southeast Asian Perspectives (1982)
- The Fall of Śrīvijaya in Malay History (1970)
- Culture and Region in Southeast Asian Perspectives (1982)
- Two essays on Đại-Việt in the Fourteenth Century (1988)
- Perdagangan awal Indonesia: satu kajian asal usul kerajaan Srivijaya (1989)
- Early Southeast Asia: Selected Essays (2008)
- Monologue, Dialogue, and Tran Vietnam (2009)

## Distinctions
- Bourse Guggenheim, 1972
- Association for Asian Studies (AAS), 1990 Award for Distinguished Contributions to Asian Studies[4]